# 1936년 동계 올림픽 스피드스케이팅 남자 5000m
1936년 동계 올림픽 스피드 스케이팅의 남자 5000m 종목은 1936년 2월 12일에 진행됐다. 16개국에서 온 37명의 선수들이 참가하였다. 아래의 기록 문단은 대회 이전에 세워진 기록이다.

## 기록
| 종류        | 기록   | 선수            | 장소         | 시간            |
| ----------- | ------ | --------------- | ------------ | --------------- |
| 세계 기록   | 8:17.2 | 이바르 발랑루   | 오슬로 (NOR) | 1936년 1월 18일 |
| 올림픽 기록 | 8:39.0 | 클라스 툰베르그 | 샤모니 (FRA) | 1924년 1월 26일 |

## 결과
| 순위 | 선수                          | 기록    |
| ---- | ----------------------------- | ------- |
| 1    | 이바르 발랑루 (NOR)           | 8:19.6  |
| 2    | 비르이르 바세니우스 (FIN)     | 8:23.3  |
| 3    | 안테로 오얄라 (FIN)           | 8:30.1  |
| 4    | 얀 랑에디크 (NED)             | 8:32.0  |
| 5    | 막스 스티플 (AUT)             | 8:35.0  |
| 6    | 오시 블롬크비스트 (FIN)       | 8:36.6  |
| 7    | 찰스 매티에센 (NOR)           | 8:36.9  |
| 8    | 카를 바줄레크 (AUT)           | 8:38.4  |
| 9    | 미카엘 스타크스루드 (NOR)     | 8:38.5  |
| 10   | 돌프 판 데 쉬르 (NED)         | 8:43.3  |
| 11   | 로버트 페테르센 (USA)         | 8:46.5  |
| 12   | 야누시 칼바르치크 (POL)       | 8:47.7  |
| 13   | 로우로프 쿱스 (NED)           | 8:48.5  |
| 13   | 하인츠 자메스 (GER)           | 8:48.5  |
| 15   | 에디 슈로에더 (USA)           | 8:49.1  |
| 16   | 라우 디크스트라 (NED)         | 8:51.5  |
| 17   | 라슬로 히드베지 (HUN)         | 8:53.2  |
| 18   | 알퐁스 뵈르진느슈 (LAT)       | 8:53.4  |
| 19   | 빌헬름 뢰빙어 (AUT)           | 8:53.9  |
| 20   | 에드바르 방베리 (NOR)         | 8:54.7  |
| 21   | 김정연 (JPN)                  | 8:55.9  |
| 22   | 오케 에크만 (FIN)             | 9:00.4  |
| 22   | 알렉산데르 미트 (EST)         | 9:00.4  |
| 24   | 카를 프로하스카 (AUT)         | 9:02.6  |
| 25   | 토마스 화이트 (CAN)           | 9:04.5  |
| 26   | 악셀 요한손 (SWE)             | 9:06.4  |
| 27   | 장우식 (JPN)                  | 9:08.7  |
| 27   | 이성덕 (JPN)                  | 9:08.7  |
| 29   | 아르비즈 례네크스 (LAT)       | 9:11.9  |
| 30   | 예니스 안드리크손 (LAT)       | 9:15.0  |
| 31   | 난도 구니오 (JPN)             | 9:20.1  |
| 32   | 야로슬라프 투르노브스키 (TCH) | 9:25.8  |
| 33   | 켄 케네디 (AUS)               | 9:48.9  |
| 34   | 올드르지흐 한치 (TCH)         | 10:03.0 |
| 35   | 제임스 그레페 (BEL)           | 10:52.6 |
| –    | 샤를 드 리그네 (BEL)          | DNF     |
| –    | 빌리 잔트너 (GER)             | DNF     |

## 메달 집계

### 메달리스트
| 종목       | 금                       | 은                           | 동                     |
| ---------- | ------------------------ | ---------------------------- | ---------------------- |
| 남자 5000m | 이바르 발랑루 · 노르웨이 | 비르이르 바세니우스 · 핀란드 | 안테로 오얄라 · 핀란드 |

## 범례
|  | 세계 신기록                  |  |                   | 아프리카 신기록 |                      | Q | 예선 통과 |
|  | 올림픽 신기록                |  | 북아메리카 신기록 | DNS             | 경기를 시작하지 않음 |   |           |
|  |                              |  | 아시아 신기록     | DNF             | 경기를 마치지 않음   |   |           |
|  | 국가 신기록                  |  | 유럽 신기록       | DSQ             | 실격                 |   |           |
|  | 개인 최고 기록 (개인 신기록) |  | 오세아니아 신기록 | WD              | 기권                 |   |           |
|  | 시즌 최고 기록 (시즌 신기록) |  | 남아메리카 신기록 | NM              | 기록 없음            |   |           |

## 주해
1. ↑  이 기록은 자연적으로 얼려진 얼음 위에서 기록되었다.

## 참조
- (영어) IOC 데이터베이스
- (폴란드어) Wudarski, Pawel (1999). “Wyniki Igrzysk Olimpijskich”. 2008년 10월 14일에 원본 문서에서 보존된 문서. 2008년 5월 16일에 확인함.